# San José de Chiquitos
San José de Chiquitos (kurz: San José) ist eine Kleinstadt im Departamento Santa Cruz im südamerikanischen Anden-Staat Bolivien.

## Lage im Nahraum
San José ist der zentrale Ort des Municipios San José de Chiquitos und Hauptstadt der Provinz Chiquitos und liegt im Zentrum der Provinz auf einer Höhe von 300 m östlich von Santa Cruz de la Sierra, mit dem es durch eine Eisenbahnlinie verbunden ist.
Das ursprüngliche Santa Cruz hatte sich zwischen 1560 und 1592 etwa 10 km östlich der heutigen Stadt San José befunden, bevor es im Jahr 1592 nach Westen an seinen heutigen Standort verlegt wurde. Etwa um 1750 wurde an dem alten Standort von Santa Cruz die Mission San José de Chiquitos gegründet.

## Geographie
Südlich von San José erhebt sich ein neunzig Kilometer langer Höhenrücken, der zwischen San José und Taperas im Cerro Botija auf 808 Meter ansteigt und bei San José noch eine Höhe von über 600 Meter erreicht. Das Klima der Region ist subtropisch und semihumid, die Ebene direkt nördlich von San José ist feucht und von zahlreichen Bachläufen durchzogen, so dass sie landwirtschaftlich bisher kaum erschlossen ist.
Die Jahresdurchschnittstemperatur der Region liegt bei 25,5 °C (siehe Klimadiagramm San José de Chiquitos), mit monatlichen Durchschnittstemperaturen zwischen knapp 28 °C im Oktober und November und unter 22 °C im Juni. Der Jahresniederschlag beträgt 918 mm, die mittlere Luftfeuchtigkeit liegt bei 68 Prozent. Der Trockenzeit von Juli bis September steht eine ausgeprägte Feuchtezeit von November bis März gegenüber.

## Verkehrsnetz
San José de Chiquitos liegt in einer Entfernung von 277 Straßenkilometern östlich von Santa Cruz, der Hauptstadt des Departamentos.
Durch San José führt die 1657 Kilometer lange Nationalstraße Ruta 4, die in West-Ost-Richtung das Land von der chilenischen bis zur brasilianischen Grenze durchquert. Die Straße führt über Patacamaya, Cochabamba und Villa Tunari nach Santa Cruz und von dort aus weiter über Cotoca und Pailón nach San José de Chiquitos und über Roboré nach Puerto Suárez.

## Bevölkerung
Die Einwohnerzahl der Ortschaft ist in den vergangenen Jahrzehnten auf ein Mehrfaches angestiegen:
| Jahr | Einwohner | Quelle       |
| ---- | --------- | ------------ |
| 1969 | ca. 1.900 | Volkszählung |
| 1992 | 8.483     | Volkszählung |
| 2001 | 9.211     | Volkszählung |
| 2012 | 11.874    | Volkszählung |
| 2024 |           | Volkszählung |

## UNESCO-Welterbe
Die Stadt ist bekannt durch eine der Jesuitenreduktionen der Chiquitos, die im Jahr 1990 zum UNESCO-Welterbe erklärt wurden.